# Yakhouba Diawara
Yakhouba Diawara (Parigi, 29 agosto 1982) è un ex cestista francese.

## Carriera
Nella stagione 2005-06 fa parte del roster della Fortitudo Bologna. Nell'estate 2006 emigra negli USA; dopo aver dimostrato le sue capacità alla Summer League, firma un contratto con i Denver Nuggets.
Nel 2008 firma passa ai Miami Heat; in seguito, per la stagione 2010-11 firma un contratto annuale con l'Enel Brindisi.
Nella stagione 2011-12 milita nella Pallacanestro Varese, passa poi nel 2012-13 alla Reyer Venezia.
Nella stagione 2013-14 gioca in Francia tra le file del BCM Gravelines. Il 21 agosto 2014 la Pallacanestro Varese annuncia il suo ritorno in maglia biancorossa. Il 2 novembre 2015 firma con il Limoges.

## Palmarès

### Nazionale
Medaglia d'oro Campionato Europeo Under 18: 2000